# Paseo de la Matriz
Das Paseo de la Matriz ist ein Bauwerk in der uruguayischen Landeshauptstadt Montevideo.
Das in der Mitte des 19. Jahrhunderts errichtete Gebäude befindet sich in der Ciudad Vieja an der Calle Juan Carlos Gómez 1420 zwischen den Straßen 25 de Mayo und Rincón nahe der Plaza Matriz. Angaben über den Architekten des als Wohnhaus konzipierten Paseo de la Matriz sind nicht vorhanden. In den Jahren 1989 bis 1990 fanden Wiederherstellungsarbeiten unter Leitung der Architekten G. Hughes (je nach Quellenlage wird die Schreibweise Hugues verwendet) und T. Sprechmann statt. Derzeit (Stand: 2011) wird das Gebäude geschäftlich genutzt und beherbergt eine Galerie und Gastronomie. Das zehn Meter hohe, zweistöckige Bauwerk verfügt über einen Innenhof und umfasst eine Grundfläche von 516 m².